# 세스나 206

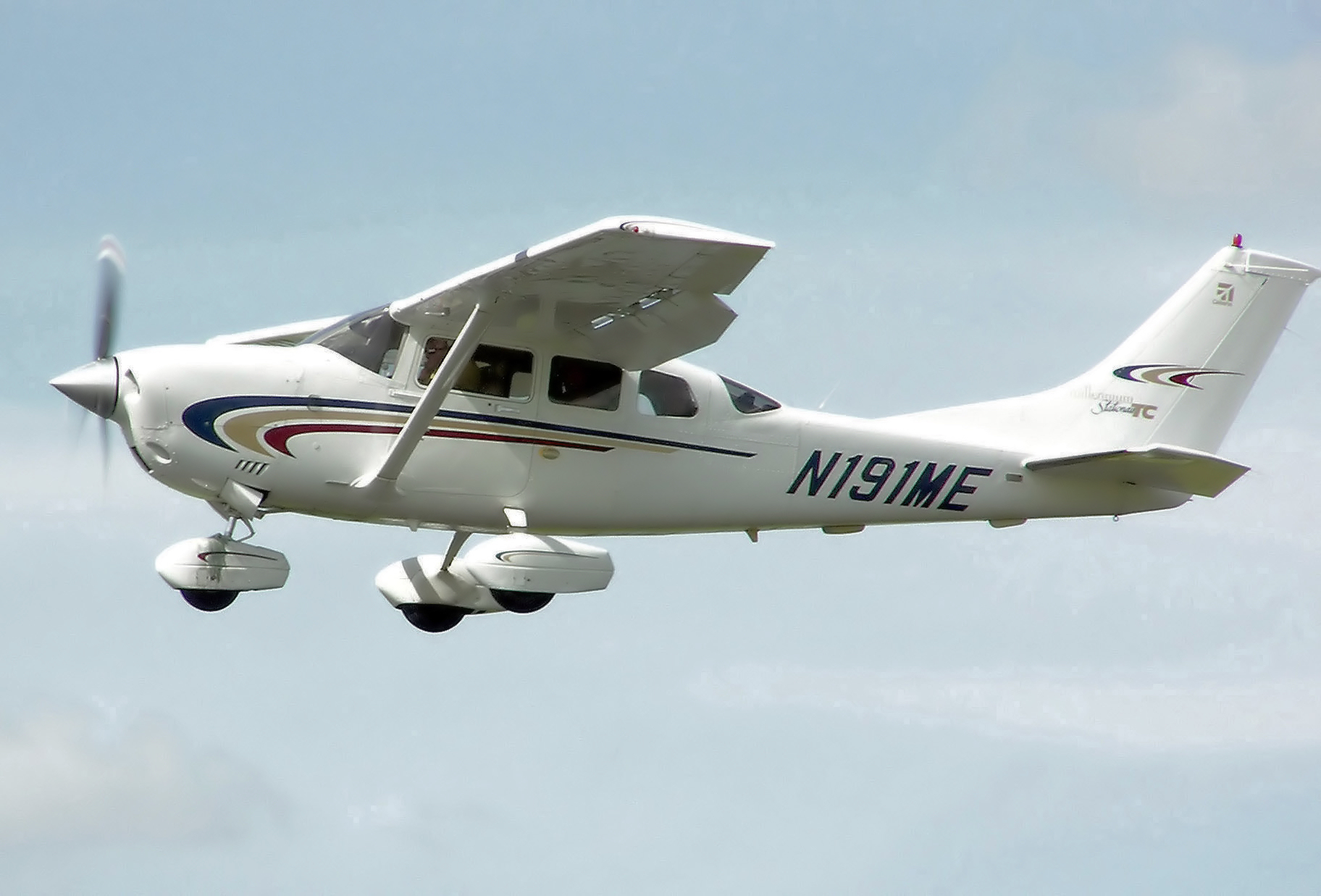
2000년 모델 세스나 206H 스테이션에어

주로 스테이션에어(Stationair) 및 슈퍼 스카이왜건(Super Skywagon), 스카이왜건(Skywagon) 및 슈퍼 스카이레인(Super Skylane)으로 다양하게 판매된 세스나 205, 206 및 207은 고정 랜딩 기어를 갖춘 단일 엔진 일반 항공 항공기 제품군이다. 상용 항공 서비스와 개인 용도로 사용된다. 이 제품군은 원래 인기 있는 접이식 기어 세스나 210에서 개발되었으며 세스나에서 생산되었다.
강력한 엔진, 견고한 구조 및 대형 객실이 결합된 이 항공기는 부시 비행기로 인기가 높다. 세스나는 206을 "공중 스포츠 유틸리티 차량"이라고 설명한다. 이 비행기는 항공 사진 촬영, 스카이다이빙 및 기타 유틸리티 목적으로도 사용된다. 또한 플로트, 수륙 양용 플로트 및 스키를 장착할 수도 있다. 또는 개인 항공 운송 수단으로 사용할 수 있는 고급 장비를 장착할 수도 있다.
1962년부터 2006년까지 세스나는 205, 206 및 207 변형으로 8,509대의 항공기를 생산했다. 항공기는 계속 생산되고 있다.

## 개발
- Cessna 205
- Cessna 206
  - Cessna U206
  - Cessna P206
  - Cessna 206H
- Cessna 207

## 제원 (206H 스테이션에어)

### 일반적 특성
- 승무원 : 1명
- 정원: 5명
- 길이: 8.61m(28피트 3인치)
- 날개 폭: 10.97m(36피트 0인치)
- 높이: 2.832m(9피트 3+1⁄2인치)
- 날개 면적: 175.5평방피트(16.30m2)
- 공차 중량: 987kg(2,176lb)
- 최대 이륙 중량: 1,633kg(3,600lb)
- 동력 장치: 1 × Lycoming IO-540-AC1A 자연 흡기 공랭식 수평대향 6기통 엔진, 300hp(220kW)
- 프로펠러: 3날 McCauley 금속 정속 프로펠러

### 성능
- 최대 속도: 해수면 기준 174mph(280km/h, 151kn)
- 순항 속도: 1,900m(6,200피트)에서 163mph(262km/h, 142kn)(75% 출력)
- 실속 속도: 63mph(101km/h, 55kn)(플랩 다운)
- 범위: 2,000m(6,500피트)에서 1,350km(730nmi)(최대 연료, 45분 예비 연료)
- 서비스 천장: 4,800m(15,700피트)
- 상승 속도: 988ft/min(5.02m/s)